# Hwang Tong-gyu
Hwang Tong-gyu (en hangeul :황동규) est un poète sud-coréen né en 1938.

## Biographie
Hwang Tong-gyu est né à Séoul. Il a obtenu un diplôme en littérature anglaise de l'université nationale de Séoul, où il a également fait ses études supérieures. Il commence sa carrière littéraire avec la publication de poèmes tels que Octobre (Si-wol) et Une lettre réjouissante (Jeulgeo-un pyeonji) dans la revue Littérature contemporaine (Hyundae Munhak). Il est actuellement professeur de littérature anglaise à l'université nationale de Séoul et a obtenu plusieurs prix littéraires coréens prestigieux,.

## Œuvre
Les premiers poèmes de Hwang Tong-gyu illustrent un sentiment de nostalgie à travers la représentation de paysages mélancoliques, comme on le voit dans Octobre (Si-wol) et dans Une lettre réjouissante (Jeulgeo-un pyeonji). Son poème Elégie (Biga) est rédigé dans la langue d'un vagabond voire d'un paria pour illustrer le conflit entre le « moi » et la réalité. Ce travail particulier marque la première incursion du poète loin de l'abstraction de ses travaux antérieurs vers une exploration de la réalité concrète. Le poète prend ici comme sujet la souffrance des personnes vivant des vies marquées par les tragédies. Ses œuvres Chant de la paix (Taepyeongga), La neige qui tombe sur les trois provinces du sud (Samname naerineun nun), et Journal de voyage à Yeolha (Yeolha-ilgi) illustrent l'utilisation de l'ironie dans ses poèmes. 
Le ton utilisé par Hwang Tong-gyu et son esthétique ont évolué de façon continue tout au long de sa carrière littéraire. Le poète utilise le plus souvent un style de prose laconique et sans détours. Le poète se veut être un précurseur du style et souhaite révolutionner la prosodie traditionnelle en une forme réaliste. Alors que le poète médite sur la mort en décrivant sa volonté de l'apprivoiser dans Funérailles aériennes (Pungjang), son langage poétique devient plus souple dans L'insoutenable légèreté des êtres (Gyeondil su eobs-i gabyeo-un jonjaedeul).

## Récompenses
- 1968 : Prix de littérature contemporaine (Hyundae Munhak) pour 四行詩抄」외
- 1995 : Prix Daesan pour Vent fort à Misiryong
- 2002 : Prix Midang pour 탁족(濯足)